# Sandro Sukno
Sandro Sukno (Dubrovnik, 30. lipnja 1990.), bivši hrvatski vaterpolist. 

## Životopis

### Igračka karijera
S 18 godina je debitirao za hrvatsku nacionalnu vrstu te je nastupio na Europskom prvenstvu u Malagi 2008. Njegov stariji brat, Ivan Sukno, također brani boje dubrovačkog Juga. 13. kolovoza 2012. Sandro Sukno prelazi u redove VK "Primorje" iz Rijeke. Proglašen je najboljim igračem JVL 2013. Drugi je najbolji strijelac sa 61 postignutim pogotkom. S postignutih 20 pogodaka uz Crnogorca Aleksandra Ivovića bio je najbolji strijelac Svjetskog prvenstva u vaterpolu 2013. na kojem je Hrvatska osvojila broncu.
20. ožujka 2015. u kvalifikacijama Svjetske lige u Budvi postigao je pogodak sa zvukom sirene za 12:11 i pobjedu Hrvatske nad Crnom Gorom čime je Hrvatska zadržala stopostotni učinak u skupini. S 59 postignutih pogodaka (ne računajući završni turnir) bio je najbolji strijelac i izabran je za najboljeg igrača Jadranske lige u sezoni 2014./15. Na završnom turniru postigao je tri pogotka, i to sve u završnoj pobjedi nad Jugom (15:9).
U izboru globalnog vaterpolo portala Total Waterpolo proglašen za najboljeg igrača svijeta u sezoni 2016./17. od strane struke i novinara.
Aktivnu igračku karijeru je, iz zdravstvenih razloga, definitivno okončao 19. svibnja 2019. godine.

## Osobni život
Sin je bivšeg hrvatskog vaterpolista Gorana Sukna.

## Klubovi
- -2011. VK Jug, Dubrovnik
- 2011. – 2012. Pro Recco, Italija
- 2012.- VK Primorje, Rijeka
- 2015. – 2018., Pro Recco, Italija
- VK Jug,2018.-